# Proasellus slovenicus
Proasellus slovenicus is een pissebed uit de familie Asellidae. De wetenschappelijke naam van de soort is voor het eerst geldig gepubliceerd in 1957 door Sket.